# Departamento Río Segundo
Río Segundo es un departamento ubicado en la provincia de Córdoba (Argentina).

## Límites
Sus límites interdepartamentales son:
- Al norte: Departamento Río Primero.
- Al este: Departamento San Justo.
- Al sur: Departamento Tercero Arriba, Departamento General San Martín, Departamento Unión.
- Al oeste: Departamento Santa María.

Por ley n.º 10553 sancionada el 13 de junio de 2018 un sector fue separado del departamento Tercero Arriba e incorporado al de Río Segundo en el ejido de Colazo.

## Geografía

### Hidrografía
Por el departamento atraviesa el Río Segundo o Xanaes, además cursos de agua más pequeños como el Arroyo de Álvarez, el Arroyo Las Junturas y el Arroyo Calchín.

### Sismicidad
La sismicidad de la región de Córdoba es frecuente y de intensidad baja, y un silencio sísmico de terremotos medios a graves cada 30 años en áreas aleatorias. Sus últimas expresiones se produjeron:
- 22 de septiembre de 1908 (116 años), a las 17.00 UTC-3, con 6,5 Richter, escala de Mercalli VII; ubicación 30°30′0″S 64°30′0″O / -30.50000, -64.50000; profundidad: 100 km; produjo daños en Deán Funes, Cruz del Eje y Soto, provincia de Córdoba, y en el sur de las provincias de Santiago del Estero, La Rioja y Catamarca[6]
- 16 de enero de 1947 (78 años), a las 2.37 UTC-3, con una magnitud aproximadamente de 5,5 en la escala de Richter (terremoto de Córdoba de 1947)[5]
- 28 de marzo de 1955 (70 años), a las 6.20 UTC-3 con 6,9 Richter: además de la gravedad física del fenómeno se unió el desconocimiento absoluto de la población a estos eventos recurrentes (terremoto de Villa Giardino de 1955)
- 7 de septiembre de 2004 (20 años), a las 8.53 UTC-3 con 4,1 Richter
- 25 de diciembre de 2009 (15 años), a las 21.42 UTC-3 con 4,0 Richter

## Formación política
En la división política de antaño, una de las regiones que la constituían era la de Segundo Abajo, que abarcaba aproximadamente los actuales departamentos de Río Segundo y San Justo.
A finales de 1859, durante el gobierno de Mariano Fragueiro, se produjo la división de la antigua jurisdicción, dando origen a los departamentos de Río Segundo y San Justo. Esta unidad política, cuya cabecera es la ciudad de Villa del Rosario, tiene 4970 km², que representa el 3% del total provincial.

## Economía
La actividad agropecuaria marca decididamente el ritmo de la economía departamental. Solo basta con observar las participaciones de algunos cultivos en el contexto provincial para tener una idea del potencial agrícola de Río Segundo: soja (9,71%), trigo (12,38%), sorgo (17,76%), maíz (2,85%) y maní (2,82%), entre otros.
En cuanto a la ganadería, las principales participaciones en los rodeos son los bovinos, los porcinos, los equinos y los ovinos, entre otros.
Además, existe una fuerte presencia industrial en el departamento: frigoríficos e industrias de la alimentación en Río Segundo; plantas de procesamiento de lácteos; fábricas de insumos agrícolas y las 2 únicas fábricas sudamericanas de barredoras de calles como las de Oncativo, son algunas de las principales manifestaciones industriales de esta unidad política.
Asimismo, en Luque se halla una de las principales fábricas de lavarropas y secarropas del país, y en Laguna Larga se encontraba la principal fábrica sudamericana de bombas de agua para automóviles.

## Pedanías

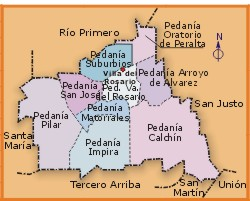
Pedanías.

El departamento se divide en 9 pedanías: 
- Arroyo de Álvarez
- Calchín
- Impira
- Matorrales
- Oratorio de Peralta
- Pilar
- San José
- Suburbios
- Villa del Rosario

## Localidades y gobiernos locales
El departamento comprende 21 gobiernos locales, cuyos ejidos municipales no son colindantes y por tanto no ocupan la totalidad del territorio departamental. 
Se encuentran categorizados en 17 municipios:
- Calchín
- Calchín Oeste
- Capilla del Carmen
- Carrilobo
- Colazo
- Costa Sacate
- Laguna Larga
- Las Junturas
- Luque
- Manfredi
- Matorrales
- Oncativo
- Pilar
- Pozo del Molle
- Río Segundo
- Santiago Temple
- Villa del Rosario

Y 4 comunas:
- Colonia Videla
- Impira
- Los Chañaritos
- Rincón

## Demografía
Al igual que muchos departamentos de la llanura pampeana, y en coincidencia con el proceso industrial de mediados del siglo XX, Río Segundo tuvo un retroceso poblacional entre 1947 y 1960; desde entonces, ha mantenido firme su crecimiento.
El principal aglomerado urbano es el conformado por las ciudades de Río Segundo y Pilar, donde residían uno de cada tres habitantes del departamento. Seguían en importancia, según la cantidad de personas, las ciudades de Villa del Rosario, Oncativo y Laguna Larga.

### Estructura
Según el censo 2022 la población total del departamento es de 58 723 personas, repartidas en 
55 227 mujeres y 33 888 hombres, con un índice de masculinidad de 94,0 hombres por cada 100 mujeres. 
La edad mediana de la población es de 33 años (34 años entre las mujeres y 32 años entre los hombres).
El 12,7% de la población tiene más de 65 años (frente al 11,6% en 2010), y el 2,8% de la población tiene más de 80 años (frente al 2,6% en 2010)

### Salud y educación
El 67,7% de la población tiene al menos un tipo de cobertura de salud. 
Unas 35 654 personas asisten a algún tipo de establecimiento educativo de cualquier nivel y unas 11 832 personas tienen un título terciario o superior (16,3% sobre el total de la población instruida). La tasa de alfabetización es del 99,7

### Migraciones
De las personas residentes en el departamento, unas 8 377 (7,3% del total de población) nacieron en otra provincia, y unas  646 (0,5% del total de población) lo hicieron fuera del país, siendo los grupos de inmigrantes más numerosos los provenientes de:
- Bolivia: 165 personas
- Paraguay: 78 personas
- Chile: 39 personas
- Venezuela: 36 personas
- España: 34 personas

### Hogares
En el departamento hay un total de 45 261 viviendas  y 40 511 hogares. 
En cuanto al régimen de tenencia y regularidad de la propiedad de las viviendas, el 61,3% es propia, el 23,1% es alquilada, el 7,8% es cedida o prestada, y el resto se encuentra en otra situación.
Sobre el total de hogares, 38 864 (95,9% del total) tienen acceso a red pública de agua corriente, 7 163 (17,6% del total) tienen desagüe y descarga a red pública cloacal, 23 983 (59,2% del total) tienen acceso a red pública de gas, y 31 190 (77,0% del total) tienen acceso a red de internet en la vivienda. 